# John Paul Hogan
Pour les articles homonymes, voir Hogan.
John Paul Hogan, né le 7 août 1919 et mort le 19 février 2012, est un chimiste américain. Avec Robert Banks, il a découvert des méthodes de production du polypropylène et du polyéthylène haute densité.
Hogan est né à Lowes dans le Kentucky. En 1942, il obtint deux Bachelor of science, l'un en chimie et l'autre en physique à la Murray State University. En 1944, il est engagé comme chercheur à la Phillips Petroleum Company.
Ses travaux de recherche concernaient principalement les plastiques et les catalyseurs. En 1951, avec Robert Banks, il inventa le « polypropylène cristallin » et le polyéthylène haute densité. Ces deux plastiques ont d'abord été commercialisés sous la marque Marlex. Il est coauteur de nombreux brevets et articles scientifiques. Il quitta la Phillips Petroleum Company en 1985. Pendant quelques années encore, il fut consultant scientifique indépendant. Puis en 1993, il prit définitivement sa retraite.
En 1987, il obtint conjointement avec Robert Banks la médaille Perkin. En 2001, ils entrent également dans le National Inventors Hall of Fame.